# Svarthakad kolibri
Svarthakad kolibri (Archilochus alexandri) är en fågel i familjen kolibrier. Den förekommer huvudsakligen i västra USA och är den västliga motsvarigheten till rubinkolibrin.

## Kännetecken

### Utseende
Svarthakad kolibri är en liten (10 cm) kolibri med en lång och tunn mörk näbb. Den är mycket lik nära släktingen rubinkolibrin med grön ovansida, gråvit undersida, vitt halsband samt vit- och svartspetsad stjärt. I formen skiljer den sig något med längre och lite mer böjd näbb. Vingspetsarna är bredare och också något böjda. Den har också vanan att konstant pumpa med stjärten under ryttlandet, något rubinkolibrin aldrig gör. I dräkten skiljer sig hanen tydligt genom lila strupe och svart haka (rubinkolibrin är rubinröd). Honan är mycket lik hona rubinkolibri men har något mattare grön rygg.

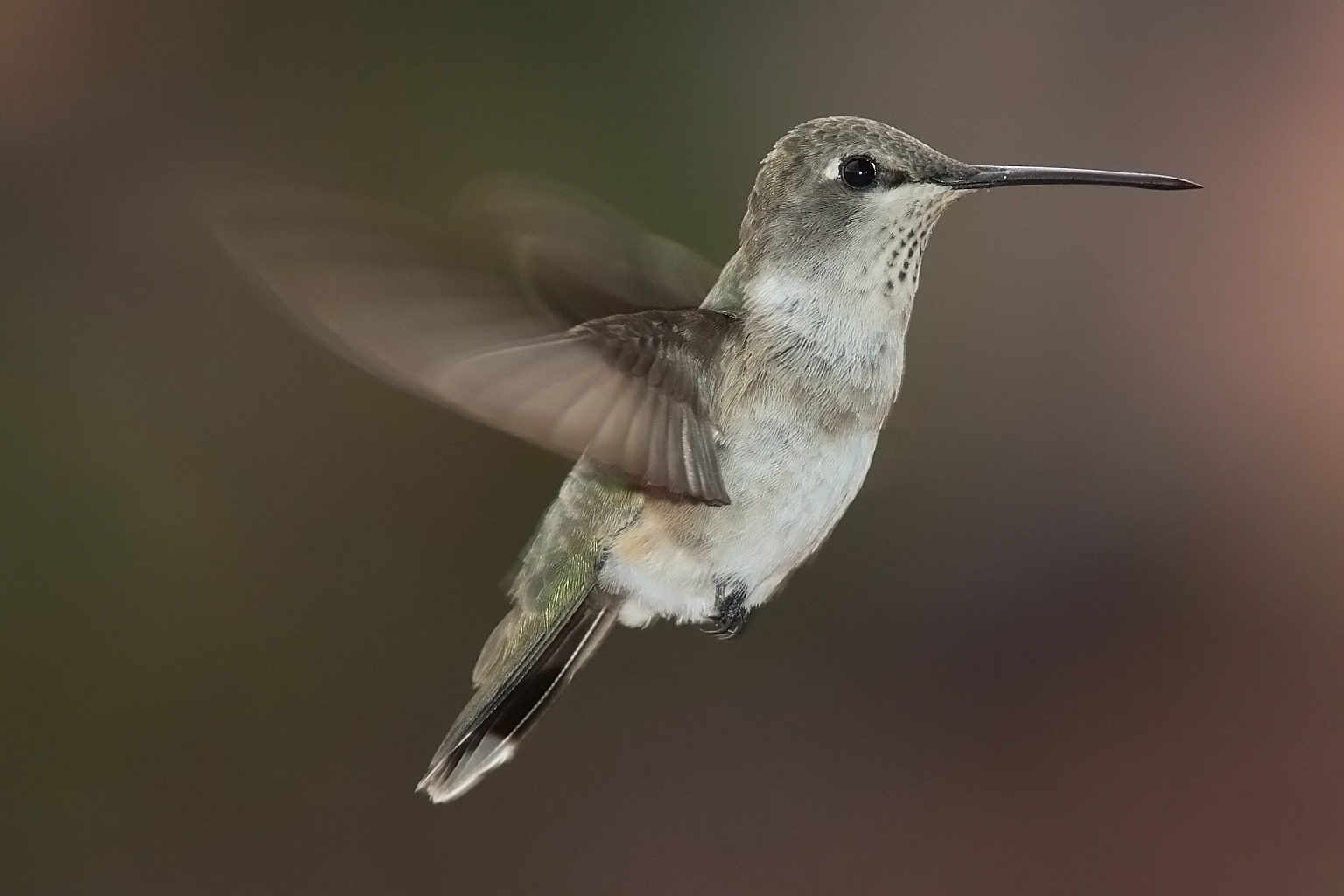
Hona svarthakad kolibri.

### Läten
Lätet är ett mjukt men hest "tiiv" eller "tipip". Jaktlätet är vasst och stammande, medan hanens spelläte omfattar höga skallrande ljud. Dessa läten är i princip identiska med rubinkolibrin, men det mjuka visslande vingljudet hanen avger i flykten är något mörkare.

## Utbredning och systematik
Fågeln häckar i sydvästra Nordamerika, från British Columbia i Kanada söderut genom västra USA till norra Mexiko (norra Baja California och nordöstra Sonora till nordvästra Tamaulipas, söderut till östra Zacatecas och San Luis Potosí. Vintertid flyttar den till ett område i västra och sydcentrala Mexiko, från södra Sonora till norra Guerrero och västra Veracruz). Mindre antal förekommer även utmed Gulfkusten i sydöstra USA österut till Florida.

## Levnadssätt
Svarthakad kolibri hittas i låglänta områden, alltifrån öppna löv- och blandskogar, chaparral, törnskog, torra buskmarker och ren öken. Födan består liksom hos de flesta kolibrier av nektar. Hanen anländer till häckningsområdet fem till sju dagar före honan, från slutet av mars i söder till slutet av maj i norr.

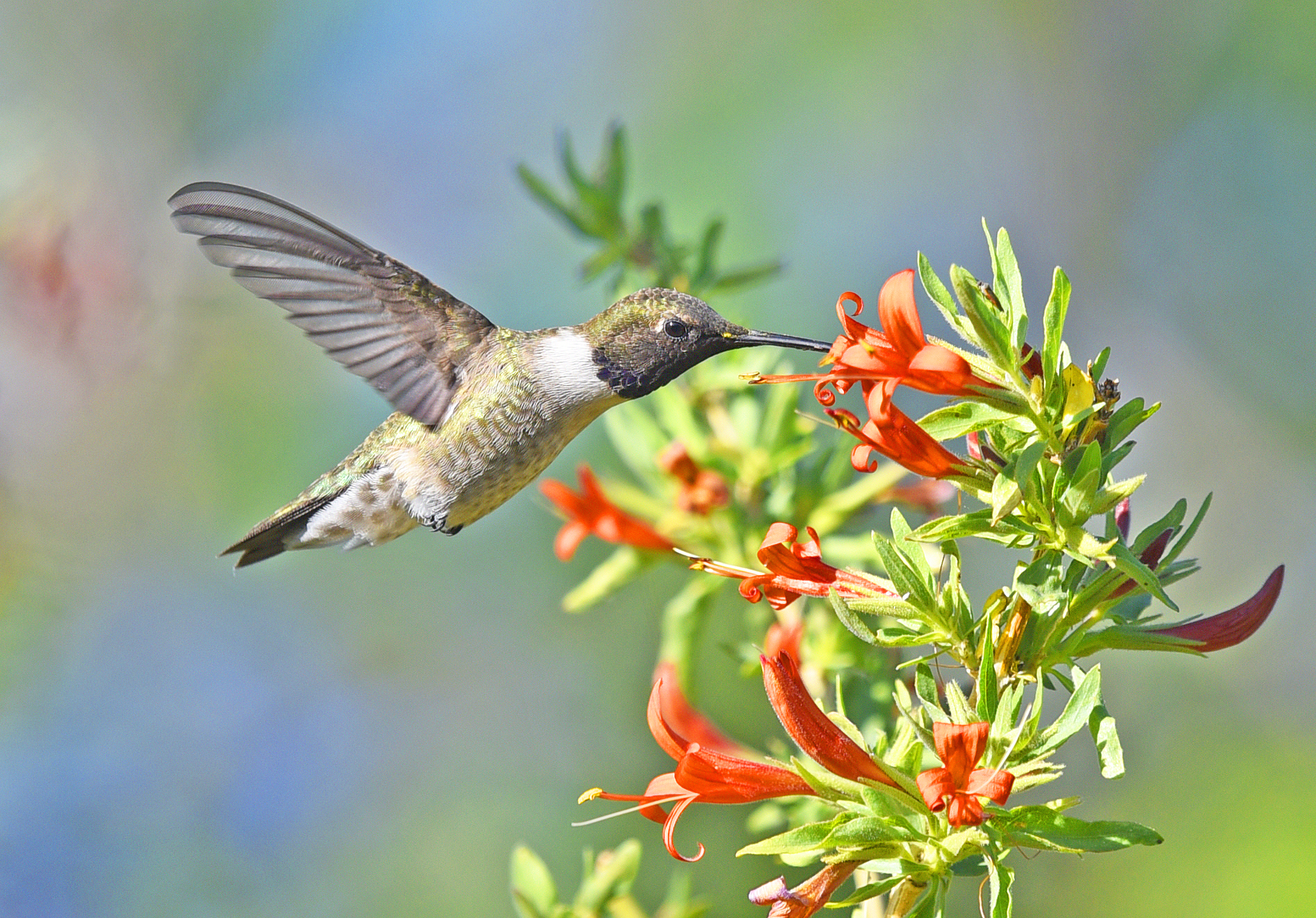

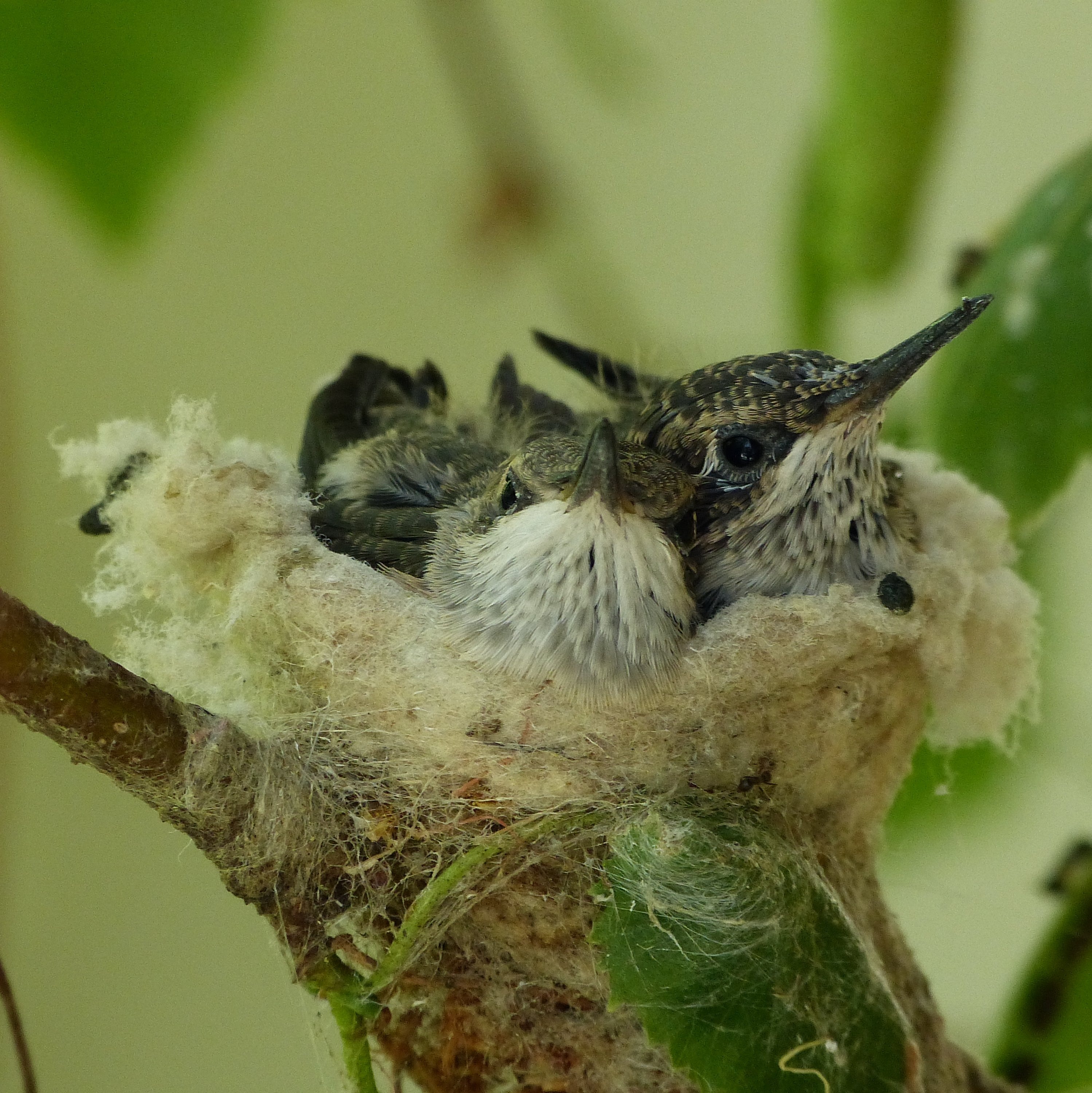

## Status och hot
Arten har ett stort utbredningsområde och en stor population, och tros öka i antal. Utifrån dessa kriterier kategoriserar internationella naturvårdsunionen IUCN arten som livskraftig (LC).

## Namn
Fågelns vetenskapliga artnamn hedrar en viss doktor Alexandre som praktiserade i Mexiko och som skickade typexemplaren till Paris.